# Смоличано
Смоличано е село в Западна България. То се намира в община Невестино, област Кюстендил.

## География
Разположено е по течението на река Елешница, в югоизточните склонове на Осоговска планина. Разстоянието до село Невестино е 20 км.

## История
Среща се в турски регистър от 1605 г. като Исмуличие. Запазени са спомени, които свидетелствуват, че като населено място не е много старо и винаги е било от т.нар. „разпръснат тип“. Запазено е предание, че в далечното минало станал пожар в близката борова гора, при който изтекла много смола, поради което село било наречено Смолица, а жителите били наричани „смоличане“, а по-късно името се променило на Смоличано.

## Население
Численост и дял на етническите групи според преброяването на населението през 2011 г.:
|                     | Численост | Дял (в %) |
| Общо                | 34        | 100,00    |
| Българи             | 34        | 100,00    |
| Турци               | 0         | 0,00      |
| Цигани              | 0         | 0,00      |
| Други               | 0         | 0,00      |
| Не се самоопределят | 0         | 0,00      |
| Неотговорили        | 0         | 0,00      |

## Исторически, културни и природни забележителности
- Църква „Свети Йоаким и Ана“. Построена е върху основите на средновековна църква през 1888 г. Стенописите са изпълнени от зографа-живописец Георги Попалексов (1851 – 1919) от село Дебели лаг, община Радомир, област Перник. Според сондажни проучвания съществува по ранен живописен слой, който се датира от XVII век. Иконостасът е двуредов, с ценна декоративна украса. В аязмото край църквата е запазена икона на Св.мъченица Кириаки, с надпис за дарителите Димитър Филипов и син Стоян и зографа Никола Иконописец от Дубница и годината 1875.

## Редовни събития
На 9 септември се празнува празника на църквата „Свети Йоаким и Ана“ и има курбан за здраве.